# Deportivo de La Coruña
Deportivo de La Coruña je španělský fotbalový klub z galicijského města La Coruña, hrající v sezoně 2025/26 druhou nejvyšší španělskou ligovou soutěž – Laliga 2. V průběhu 90. let se zařadil mezi lepší španělské týmy a v sezóně 1999/00 vybojoval svůj jediný ligový titul. Následně si zahrál Ligu mistrů UEFA, v níž dosáhl na jaře roku 2004 semifinále. Od roku 1944 je domovem klubu stadion Riazor pro téměř 32 912 sedících diváků.
Největším rivalem Deportiva je Celta Vigo, se kterou soupeří v tzv. Galicijském derby, za rivala lze považovat také Valencii, proti které Deportivo přišlo v sezóně 1993/94 o titul v samém závěru zápasu.

## Historie
Galicijský fotbal má počátky v době, kdy se do regionu vrátil ze studií José María Abalo, v Anglii propadnuvší fotbalu. S přáteli a dalšími sehrál Abalo v březnu 1904 první zápas proti posádce anglické lodi Diligent.
Klub byl založen v roce 1906, to se studenti gymnázia Sala Calvet rozhodli věnovat fotbalu a dali vzniknout klubu nazvaném Club Deportivo de la Sala Calvet. Mezi roky 1907 a 1908 už byla existence klubu oficiální a španělský král Alfons XIII. Deportivu svěřil královský titul. Následovalo stěhování z domácího hřiště Corralón de la Gaiteira na nový stadion Viejo Riazor.
Olympijský úspěch reprezentace Španělska v roce 1920 nastartoval rozmach fotbalu v zemi, v níž nově vznikaly další kluby. Ligová soutěž Primera División započala sezónou 1928/29 bez účasti Deportiva, kterému se nepodařilo kvalifikovat a muselo se spokojit s druhou ligou.
V roce 1932 ještě druholigové Deportivo vyřadilo ve španělském národním poháru Copa del Rey prvoligový Real Madrid, španělského mistra v pozdější fázi této sezóny.
Po více než desetiletí se klub vrátil v roce 1991 mezi prvoligové týmy. Tým, který byl „mixem“ zkušených starších hráčů s mladšími hráči, zahrnoval brankáře Francisca „Paca“ Liaña, obránce Rekarteho, záložníka Frana z dorostu, makedonského záložníka Dragiho Kanatlarovskiho, bulharského reprezentačního obránce Ilijana Kirjakova a dalšího Bulhara, útočníka Atanase Kirova. V závěru sezóny 1991/92 se umístil na 17. pozici a potřetí v řadě si zahrál playoff, tentokráte v roli klubu hájícího prvoligovou příslušnost. Nový trenér Arsenio Iglesias, který v závěru sezóny vystřídal Marca Antonia Boronata, uspěl a v baráži přehrál Betis Sevillu.
Mužstvo posílené o dva Brazilce Maura Silvu a Bebeta zahájilo sezónu 1992/93 pětizápasovou sérii výher včetně té nad Realem Madrid 3:2, kdy dva góly pomohly otočit prvotní výsledek 0:2. Na podzim se drželo prvního místa. Nezkušenost se projevila až na jaře, to Deportivo podlehlo Realu i Barceloně, přestože v Madridu sehrála roli neproměněná penalta Claudia. Třetí místo znamenalo účast v evropských pohárech. Brankář Liaño obdržel ocenění Trofeo Zamora pro nejlepšího brankáře z hlediska vychytaných nul, útočník Bebeto naopak obdržel Trofeo Pichichi pro nejproduktivnějšího střelce se 29 góly. Čtyři Španělé včetně kapitána Frana dostali pozvánku do reprezentace.
Navzdory ofenzivním talentům Bebeta a nové posily Donata se Deportivo prezentovalo především defenzívou podporovanou ve středu pole zmíněným Maurem Silvou a v následující sezóně udrželo čisté konto ve 26 ligových zápasech.
Během sezóny 1993/94 se v prosinci vpravilo na první místo, čemuž pomohla též výhře 4:0 proti Realu Madrid. Cesta Evropou skončila ve třetím kole Poháru UEFA proti německému Eintrachtu Frankfurt, předtím ale Deportivo vyřadilo anglickou Aston Villu a dánský Aalborg. Ve 26. kole Primery División dokázala domácí Barcelona stáhnout bodové manko na Deportivo po výhře 2:0 na čtyři body.
To následně porazilo Athletic Bilbao a i Real Oviedo a čtyři kola před koncem mělo tříbodový náskok na svého katalánského pronásledovatele. Barcelona se na galicijský tým bodově dotáhla a po pěti měsících jej vystřídala na čele tabulky, Deportivo mezitím remizovalo s později sestupujícími týmy Rayo Vallecano a Lleida. Protože Barcelona svůj zápas nakonec vyhrála, potřebovalo Deportivo doma vyhrát proti Valencii. V poslední minutě udělil rozhodčí penaltu pro Deportivo, kterou nezvykle zahrával obránce Miroslav Đukić. Ten penaltový moment nezvládl a titul tak oslavila Barcelona.
Po letním budování podepisováním posil jakými byli mimo jiné záložníci Slaviša Jokanović a Víctor Sánchez, zahájil tým sezónu 1999/00 výhrou 4:1 proti Deportivu Alavés a v průběhu podzimu vyzrál doma 2:1 na Barcelonu díky dvěma gólům nové akvizice, nizozemského útočníka Roye Makaaye, za jehož angažmá klub zaplatil částku 8,6 milionu eur.
Následovala série sedmi výher a první příčka v ligové tabulce a až na přelomu roku nadešla porážka 1:2 proti tabulkově druhému Realu Zaragoza. Mužstvo zaváhalo v domácím zápase proti Racingu, který prohrálo 0:3 a posléze venku pětkrát prohrálo.
V únoru doma vyhrálo 5:2 nad Realem Madrid. V národním poháru přišlo v této době vyřazení od druholigové Osasuny, osmifinále Poháru UEFA přineslo vyřazení od Arsenalu.
Navzdory jarním porážkám na hřištích Barcelony, Raya Vallecana a rivala Celty Vigo se Deportivo drželo čela a zajistit titul si mohlo proti Espanyolu v závěrečném kole. Domácí utkání odehrané 19. května 2000 Deportivo vyhrálo 2:0 zásluhou gólových útočníků Donata a Makaaye a získalo první titul v klubové historii.
V sezóně 2017/18 se v brance prostřídala pětice brankářů, ale ani to nezabránilo na konci dubna jistotě sestupu, poté co Deportivo doma prohrálo 2:4 s Barcelonou.
Po sezóně 2018/19 zůstalo ve druhé lize, v baráži totiž nedokázalo přejít přes Mallorcu.

## Slavní hráči
| - Fabricio Coloccini - Aldo Duscher - Victorio Cocco - Turu Flores - Lionel Scaloni - Gabriel Schürrer - Bebeto - César Sampaio - Djalminha - Donato - Emerson - Flávio Conceição - Luizão - Mauro Silva - Rivaldo - Ilian Kiriakov - Emil Kostadinov - Jacques Songo'o - Julian de Guzmán - Petr Kouba | - Louie Donowa - José Luis Borbolla - Andrés Guardado - Noureddine Naybet - Salaheddine Bassir - Mustapha Hadji - Roy Makaay - Peter Rufai - Roberto Acuña - Oscar Montalvo - Jorge Andrade - Pauleta - Nuno Espírito Santo - Hélder Cristóvão - Dmitrij Radčenko - Miroslav Đukić - Goran Đorović | - Riki - Luis Otero - Fran - José Francisco Molina - Amancio Amaro - Pahiño - Cheché Martín - Juan Carlos Valerón - Luis Suárez - Txiki Beguiristáin - Alfredo Santaelena - Francisco Liaño - Julio Salinas - Diego Tristán - Pedro Uralde - Voro - Albert Luque - Álvaro Arbeloa - Víctor Sánchez | - Sergio González - Joan Capdevila - Manuel Pablo - José Luis Ribera - Enrique Romero - José Emilio Amavisca - Francisco Buyo - Javier Manjarín - Rafael Martín Vázquez - Walter Pandiani - Martín Lasarte - Sebastián Abreu - Sergio Martínez - Gustavo Munúa |

## Slavní trenéři
- Ferenc Woggenhuber, 1928–1929
- Alejandro Scopelli, 1949–1950
- Helenio Herrera, 1952–1953
- Luis Carniglia, 1964–1965
- Arsenio Iglesias, 1970–1973, 1982–1985, 1987–1989, 1990–1995
- Luis Suárez, 1978–1979
- John Toshack, 1995–1997
- Carlos Alberto Silva, 1997–1998
- Javier Irureta, 1998–2005
- Joaquín Caparrós, 2005–2007
- Miguel Ángel Lotina, 2007–2011